# Letca Nouă
Letca Nouă là một xã thuộc hạt Giurgiu, România. Dân số thời điểm năm 2002 là 3909 người.